# Walter Huber (judoka)
Walter Huber (12 de octubre de 1957) es un deportista venezolano que compitió en judo. Ganó una medalla de bronce en el Campeonato Panamericano de Judo de 1976 en la categoría de –80 kg.
Participó en los Juegos Olímpicos de Montreal 1976, donde finalizó decimotercero en la categoría de –80 kg.

## Palmarés internacional
| Campeonato Panamericano | Campeonato Panamericano | Campeonato Panamericano | Campeonato Panamericano |
| Año                     | Lugar                   | Medalla                 | Categoría               |
| ----------------------- | ----------------------- | ----------------------- | ----------------------- |
| 1976                    | Maracaibo (Venezuela)   | Medalla de bronce       | –80 kg                  |